# Olive (雑誌)
『Olive』（オリーブ）は、日本の女性向けファッション雑誌。平凡出版株式会社（現・マガジンハウス）より1982年（昭和57年）に創刊され、2003年8月号をもって休刊した。

## 沿革
当初、男性向け雑誌『ポパイ』の増刊号として1981年11月5日号から2冊を発刊。翌1982年6月3日号をもってあらためて創刊号とされた。発売時のキャッチコピーは「Magazine for City Girls」。月2回刊。
創刊編集発行人は木滑良久。実質的な編集長は椎根和とされる。タイトルと表紙デザインは堀内誠一、アートディレクションは新谷雅弘。
1983年秋よりキャッチフレーズを「Magazine for Romantic Girls」に改め、「リセエンヌ」（lycéenne 仏：lycéeの女子学生）などのライフスタイルを提示、中高生を含む、ティーン向けの文化をキャッチおよび発信した。
2000年7月18日号をもって休刊し、月刊誌にリニューアルして一時復刊するも、2003年6月18日発売の8月号をもって再び休刊となった。
2014年にマガジンハウスのファッション雑誌『GINZA』6月号の特集「ファッション雑誌を読みましょう」の一企画として復活。「17歳の私へ オリーブが教えてくれたこと」と題し、同誌を支えてきたスタイリストの大森伃佑子の協力のもと、2014年度版『オリーブ』を表現した。
同年、マガジンハウスが2015年に迎える70周年の記念事業の一つとして「Oliveプロジェクト」が発足。
2015年3月12日発売の『GINZA』4月号にて、別冊付録として144ページの『オリーブ』特別号が添付され、1号限りの復活をした。「おとなのオリーブ」「もし、2015年にオリーブがあったなら」をテーマとしたオールカラーの誌面で、近田まりこ、大森伃佑子、岡尾美代子のスタイリング、人気コーナーの復活版などが展開された。
2020年にムック『anan特別編集 Olive』として1号限りの復活をした。表紙は平手友梨奈（普通版）、美 少年（ボーイフレンド版）。なお、表紙のキャッチコピーは「Magazine for Romantic Girls」へ変更。

## 現代文化雑誌としての『オリーブ』
『オリーブ』は、特に1980年代においては、実用的なファッション雑誌というより、のちに「ガーリー(＞girlish)」と呼ばれる、新しいタイプの都会的少女文化を提示するサブカルチャー雑誌というべき存在であった。主要読者層の想定としてミッション系、一貫教育校などの中高生や帰国子女を含み、音楽、映画、インテリア、絵本など文化記事に力を入れ、当時『オリーブ』の愛読者でリセエンヌ的なファッションやライフスタイルにこだわる若い女性は「オリーブ少女」といわれた。
しかし、1990年代以降、読者層としていた10代の女性の指向が以前より現実的なものになり、より実用的なファッション雑誌に読者が流れた。『オリーブ』の提示した先鋭的な美意識が拡散し一般的なものになるにつれ、それまで唯一無二のものであった『オリーブ』の立ち位置が曖昧になってしまったともいえる。1990年代の『オリーブ』は文化や生活全般を題材にするという姿勢は崩さないものの、より地に足のついた実践的な記事が増える傾向にあり、2000年代のスローライフに通じるようなコンセプトが強まっていった。
本誌で1980年代にコラムを連載し、2014年に本誌を回顧した著書『オリーブの罠』を執筆した酒井順子は、休刊になった原因として「ギャル文化に駆逐された」「わかりやすくて大衆に受け入れられやすいヤンキー文化に、『オリーブ』の清くて知的な文化は呑み込まれてしまった」と分析している。

### 『オリーブ』的とされる事柄
- 帽子（ニット帽、ベレー帽など）
- 古着
- フランス映画
- カフェ
- アフタヌーンティー
- 絵本
- 北欧雑貨
- ハーブティ、アロマ、草花
- オードリー・ヘプバーン
- 手作りの洋菓子（特にクッキー）
- オーガニック・フード
- 薄化粧、ナチュラルメイク
- チープ・シック
- 色鉛筆、クレヨン
- DURALEX（デュラレックス社）のグラス「ピカルディ」
- ネオアコ
- 渋谷系

## 登場モデル
歴代専属モデル
- 栗尾美恵子 - 初代専属モデルをつとめた。当時外国人モデルの多かった本誌の唯一の日本人専属モデルでもあった。
- ティア&ケリ - 1987年より専属となった双子モデル。
- 湯沢京（現・湯沢薫） - 1990年代に専属モデルをつとめた。現在はアーティストとしても活躍
- 佐伯日菜子 - 1990年代に専属モデルをつとめた。
- 観月ありさ- 1990年代に専属モデルをつとめた。
- 市川実日子 - 1994年から専属モデルをつとめ、姉の市川実和子とともに誌面に登場することもあった。
- 酒井景都 - 1996年より専属モデルをつとめた。

その他の登場モデル
- 高橋マリ子 - 2000年代の本誌に頻繁に登場していた。

## 編集者・ライター
編集長
- 椎根和 - 創刊号編集長。
- 蝦名芳弘 - 2代目編集長。1983年より編集長を務め、この時期に『Olive』はロマンティック路線に進んだ。マガジンハウス退社後、雑誌「フィガロジャポン」「Pen」編集長を歴任。
- 淀川美代子 - 3代目編集長。1983年から『Olive』の編集に携わり、1985年より編集長。ロマンティック路線を完成させ、公称60万部の人気雑誌とした。その後「an・an」「GINZA」「MAISHA（マイシャ）」などの編集長を歴任し、2016年に雑誌「ku:nel」編集長に就任。
- 信太和泉 - 1987年より4代目編集長。
- 遠山こずえ - 1991年より1997年まで5代目編集長を担当しており、1990年代の本誌の、ナチュラル・生活派指向のコンセプトを推進した。
- 岡戸絹枝 - 1998年より、6代目編集長就任。その後、雑誌「ku:nel」の創刊などを経てマガジンハウスを退社。2017年時点では、雑誌「つるとはな」の編集長に就任している。

寄稿ライター
- 1980年代
  - 泉麻人 - 初期に「アボワール徳川」名でコラムを連載していた。
  - 酒井順子 - 泉麻人の後を引きつぎ、1980年代に「マーガレット酒井」の筆名でコラムを執筆していた。
  - 仲世朝子 - 1986年から、イラストエッセイ「のんちゃんジャーナル」を連載。
  - 山田詠美 - 1988年から、小説「放課後の音符（キイノート）」を連載。
  - 堀井和子 - 1988年から、エッセイ「eating」を連載。

- 1990年代
  - 小沢健二 - 1990年代の本誌によく登場していた。1994年から1997年まで「DOOWUTHYALIKE」を連載。
  - 中島らも - 1990年代にコラム「こちら中島らも事務所」を連載。
  - 平中悠一 - 1990年から、小説「Go! Go! Girls (⇔swing-out Boys)」（第1部47回）を連載。
  - 蜷川実花 - ガーリーフォトの流れを作り、1990年代の本誌によく登場していた。
  - カジヒデキ - 1998年から、エッセイ「Semi-charmed Life」を連載。

- 2000年代
  - eri - 2001年からは連載を開始した。
  - 山崎まどか - 2001年から2002年にかけ「東京プリンセス」を連載。
  - しまおまほ - 休刊直前頃に、「ひとりオリーブ調査隊」を連載していた。

## 関連人物
- 高橋律子 - 1969年生まれの元読者、金沢21世紀美術館のキュレーター（学芸員）。2012年に同館で開かれた「Olive1982-2003 雑誌『オリーブ』のクリエイティビティ」を企画[17][18]。

## 関連文献
- 酒井順子『オリーブの罠』講談社現代新書、2014年 ISBN 978-4062882880